# Mari Kirimura
Mari Kirimura (桐村 まり, Kirimura Mari) est une seiyū.

## Biographie

### Enfance
Mari Kirimura est née à la préfecture de Kyoto,.

### Carrière
Elle est notamment connue pour doubler le personnage de Shinobu Kawanishi dans l'anime Girls und Panzer ,.

## Doublage

### Cinéma
- 2015 : Girls und Panzer Movie : Shinobu Kawanishi
- 2017 : Girls & Panzer : Saishuushou Part 1 : Shinobu Kawanishi
- 2019 : Girls & Panzer : Saishuushou Part 2 : Shinobu Kawanishi
- 2021 : Girls & Panzer : Saishuushou Part 3 : Shinobu Kawanishi

### Télévision
- 2012 : Girls und Panzer : Shinobu Kawanishi
- 2014 : Girls & Panzer : Kore ga Hontou no Anzio-sen desu ! : Shinobu Kawanishi

### OVA
- 2012 : Girls & Panzer : Shoukai Shimasu ! : Shinobu Kawanishi
- 2016 : Girls und Panzer der Film OVA : Shinobu Kawanishi

### Jeux vidéos
- 2018 : Girls und Panzer: Dream Tank Match : Shinobu Kawanishi
- 2020 : Eternal Return : Sissela
- 2021 : Smash Legends : Nui

Source : behindthevoice.com, MyAnimeList.net